# В основном безвредна
«В основно́м безвре́дна» (1992, англ. Mostly Harmless) — юмористический научно-фантастический роман английского писателя Дугласа Адамса. Пятая, заключительная часть пенталогии «Автостопом по галактике» и последняя прижизненная книга Адамса.
Название романа является отсылкой к шутке из первой книги цикла, в которой Артур Дент пытался найти в «Путеводителе…» статью, посвящённую Земле, и обнаружил, что она состоит из одного-единственного слова: «безвредна». Друг Артура, Форд Префект, один из авторов «Путеводителя…» сообщил, что отправил свой вариант статьи, но редактор его сократил, и в следующем издании «Путеводителя…» будет значиться «В основном безвредна».

## Сюжет
Артур Дент планирует осмотреть Галактику со своей подругой Фенчёрч, но она исчезает во время прыжка в гиперпространстве из-за того, что Земля относится к неустойчивому сектору Галактики. Подавленный, Артур продолжает путешествовать по галактике, став донором спермы для финансирования своих путешествий. Он уверен, что находится в безопасности, пока не посетит Ставромулу Бета, убив воплощение Аграджага в какой-то момент в будущем на этой планете. Во время одной из поездок он застревает на непритязательной планете Лемюэлла и решает остаться, делая сэндвичи для местного населения.
Тем временем, Форд Префект возвращается в офис Галактического Путеводителя. Он с раздражением узнаёт, что прежняя издательская компания, Megadodo Publications, перешла во владение InfiniDim Enterprises, которой управляют вогоны. Опасаясь за свою жизнь, он сбегает из здания, попутно крадя ещё не опубликованную и, по-видимому, разумную версию Путеводителя, «Путеводитель-II». Он уходит в подполье после того, как высылает Путеводитель себе на хранение, отправляя его по адресу Артура.
На Лемюэлле Артур удивлен появлением Триллиан с дочерью-подростком, Рэндом Дент. Триллиан объясняет, что она хотела ребенка, и использовала единственную человеческую ДНК, которую она могла найти, и утверждает, что Артур — отец Рэндом. Она оставляет Рэндом вместе с Артуром, чтобы продолжить свою карьеру в качестве межгалактического репортёра. Рэндом разочарована Артуром и жизнью на Лемюэлле; когда прибывает посылка Форда Артуру, она открывает её и находит Путеводитель. Путеводитель помогает ей сбежать с планеты на корабле Форда после того, как Форд прибывает на планету в поисках Артура. Узнав, что Рэндом, Путеводитель и корабль Форда пропали, Артуру и Форду удаётся найти способ покинуть Лемюэллу и направиться к Земле, куда, как они подозревают, Рэндом также направляется, чтобы найти Триллиан. Форд выражает обеспокоенность по поводу того, что Путеводитель манипулирует событиями, отмечая его «неотфильтрованное восприятие» и опасаясь его силы и конечной цели.
Репортёр Трисия Макмиллан — это версия Триллиан, живущей на альтернативной Земле, которая никогда не принимал предложение Зафода Библброкса отправиться в космическое путешествие. К ней приближается инопланетный вид, Гребулоны, которые создали базу на планете Руперт, недавно обнаруженной десятой планете Солнечной системы. Однако из-за повреждения их корабля при прибытии они потеряли большую часть своего компьютерного ядра и свои воспоминания, и единственными сохранившимися инструкциями было наблюдать что-то интересное на Земле. Они просят Трисию помочь адаптировать астрологические карты для Руперта в обмен на то, что она позволила ей взять у них интервью. Трисия проводит интервью, но полученные кадры выглядят фальшиво. Редактируя отснятый материал, она получает задание освещать посадку космического корабля в центре Лондона.
Когда Трисия прибывает, Рэндом покидает корабль. Рэндом кричит на Трисию, которую она считает своей матерью. Артур, Форд и Триллиан прибывают и помогают Трисие успокоить Рэндом. Они отводят её в бар. Триллиан пытается предупредить группу, что Гребулоны, которым надоело их задание, собираются уничтожить Землю. Рэндом достаёт лазерный пистолет, который она взяла со своего корабля. Артур, все ещё веря, что он не может умереть, пытается успокоить Рэндом, но отвлёкшись, она стреляет, и в баре возникает паника. Артур находит у человека, погибшего в результате выстрела, карточку с названием бара — «Ставро Мюллер — Бета». Артур видит, как Форд дико смеется над таким поворотом событий, и испытывает «потрясающее чувство покоя».
Гребулоны, определив, что удаление Земли из астрологических карт улучшит их гороскопы, уничтожают её. Как выясняется, Вогоны разработали «Путеводитель-II» со способностью видеть потенциальный результат любого события, позволяя ему гарантировать, что каждая версия Земли во всех реальностях разрушена. Путеводитель исчезает в пустоту после выполнения своей миссии.

## Критика
Газета «The Independent» писала, что роман «обладает всем остроумием и изобретательностью» Адамса. Газета «The Baltimore Sun», напротив, посчитала, что Адамсу стало скучно от своей идеи, и назвала роман «умеренно весёлой, но необязательной книгой». Газета «The Guardian» в рецензии на роман «Лосось сомнения» упомянула, что «вряд ли есть юмористическая научно-фантастическая работа слабее, чем „В основном безвредна“».
Сам автор признавал претензии критиков: «Люди говорили, и довольно справедливо, что „В основном безвредна“ — очень слабая книга. И это действительно слабая книга», — и поэтому хотел закончить цикл, написав шестой роман.